# Нефедово (Кирилловский район)
Нефедово — деревня в Кирилловском районе Вологодской области.
Входит в состав Чарозерского сельского поселения, с точки зрения административно-территориального деления — в Чарозерский сельсовет.
Расстояние по автодороге до районного центра Кириллова — 78 км, до центра муниципального образования Чарозера — 7 км. Ближайшие населённые пункты — Заречье, Ракула, Тимонино, Козлово.
По данным переписи в 2002 году постоянного населения не было.